# Elektrownia jądrowa Bugey

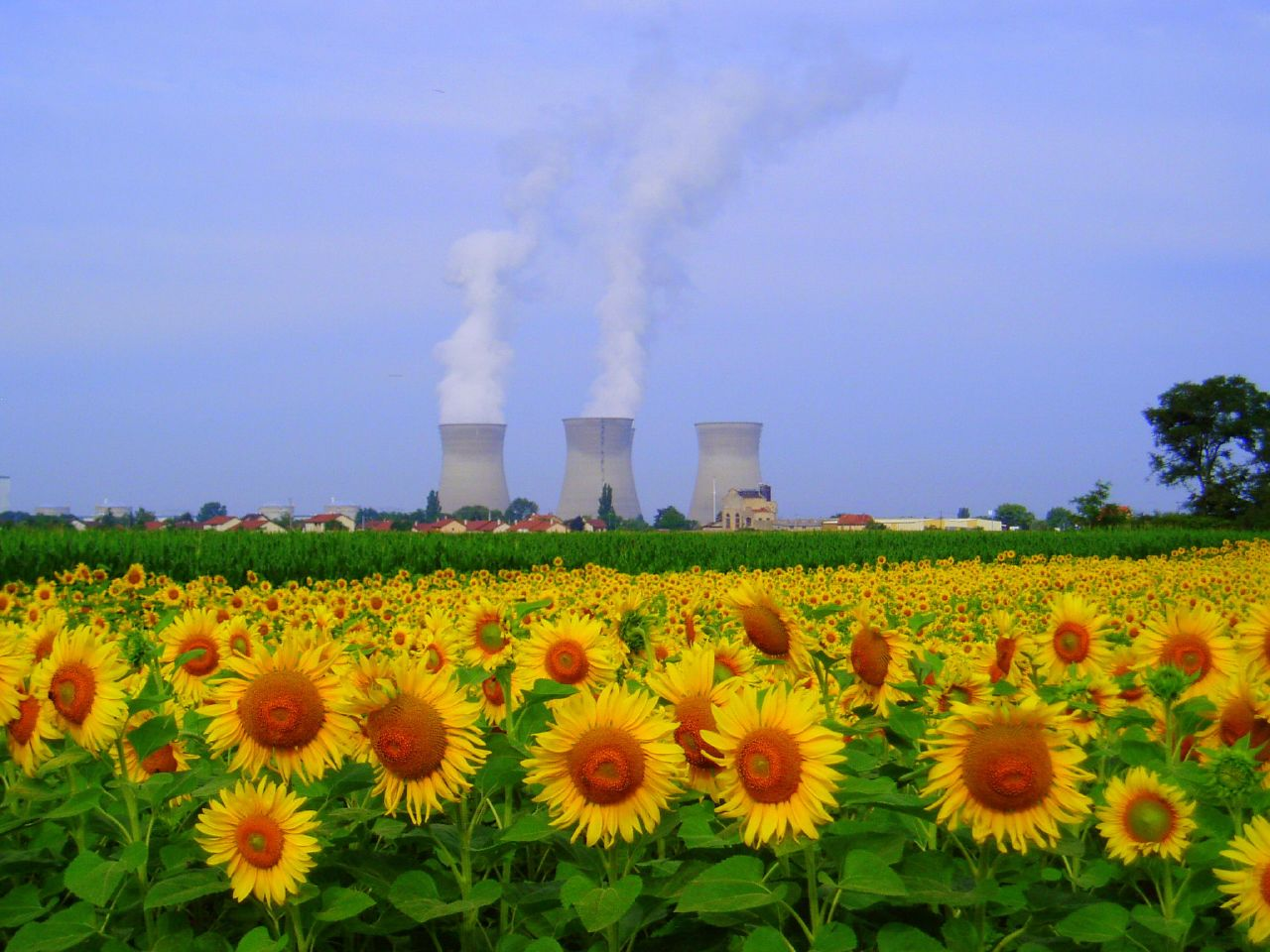
Elektrownia jądrowa Bugey, rok 2006

Elektrownia jądrowa Bugey (fr. Centrale Nucléaire de Bugey) – francuska elektrownia jądrowa położona w sąsiedztwie miasteczka Saint-Vulbas, w regionie Rodan-Alpy, nad rzeką Rodan, około 30 km od Lyonu. Elektrownia posiada pięć bloków energetycznych, w tym jeden nieczynny. Operatorem jest Électricité de France.

## Elektrownia
Elektrownia zajmuje obszar 100 hektarów. Zatrudnia około 1200 osób.
Blok nr 1 został wyłączony w 1994. Zawiera ostatni zbudowany na świecie reaktor typu UNGG, obecnie poddawany demontażowi.
Reaktory wykorzystują do chłodzenia wody pobliskiego Rodanu.
Mimo że teren na którym stoi elektrownia jest uznawany za asejsmiczny, to w ostatnich latach elektrownię poddano modernizacjom mającym zapobiec jej uszkodzeniu w przypadku wstrząsów sejsmicznych.
Planowy czas wyłączenia reaktorów to lata 2019-2020.

### Reaktory
| Nazwa bloku | Typ reaktora | Producent             | Rozpoczęcie budowy | Stan krytyczny   | Włącz. do sieci  | Działalność komercyjna | Wyłączenie   | Moc elektr. netto | Moc elektr. brutto | Moc termiczna |
| ----------- | ------------ | --------------------- | ------------------ | ---------------- | ---------------- | ---------------------- | ------------ | ----------------- | ------------------ | ------------- |
| Bugey-1     | GCR (UNGG)   | Électricité de France | 1 grudnia 1965     | 21 marca 1972    | 15 kwietnia 1972 | 1 lipca 1972           | 27 maja 1994 | 540 MW            | 555 MW             | 1954 MW       |
| Bugey-2     | PWR (CP1)    | Framatome             | 1 stycznia 1977    | 28 czerwca 1982  | 17 lipca 1982    | 1 lutego 1983          | -            | 910 MW            | 951 MW             | 2785 MW       |
| Bugey-3     | PWR (CP0)    | Framatome             | 1 września 1973    | 31 sierpnia 1978 | 21 września 1978 | 1 marca 1979           | -            | 910 MW            | 945 MW             | 2785 MW       |
| Bugey-4     | PWR (CP0)    | Framatome             | 1 czerwca 1974     | 17 lutego 1979   | 8 marca 1979     | 1 lipca 1979           | -            | 880 MW            | 917 MW             | 2785 MW       |
| Bugey-5     | PWR (CP0)    | Framatome             | 1 lipca 1974       | 17 lipca 1979    | 31 lipca 1979    | 3 stycznia 1980        | -            | 880 MW            | 917 MW             | 2785 MW       |